# Serge Beaudoin
Serge Beaudoin (né le 30 novembre 1952 à Montréal, dans la province de Québec, au Canada) est un joueur professionnel de hockey sur glace. 

## Biographie
Né le 30 novembre 1952 à Montréal, Serge Beaudoin a été repêché à la 103e position lors du septième tour du repêchage amateur de la LNH 1972. Il a joué 302 parties dans l'Association mondiale de hockey et 3 parties dans la Ligue nationale de hockey entre 1973 et 1980. 
Durant sa carrière il a accumulé 20 buts et 103 passes pour un total de 123 points. Il joua pour les Blazers de Vancouver, les Roadrunners de Phoenix , les Stingers de Cincinnati et les  Bulls de Birmingham . Il eut un court essai avec les Flames d'Atlanta dans la LNH.

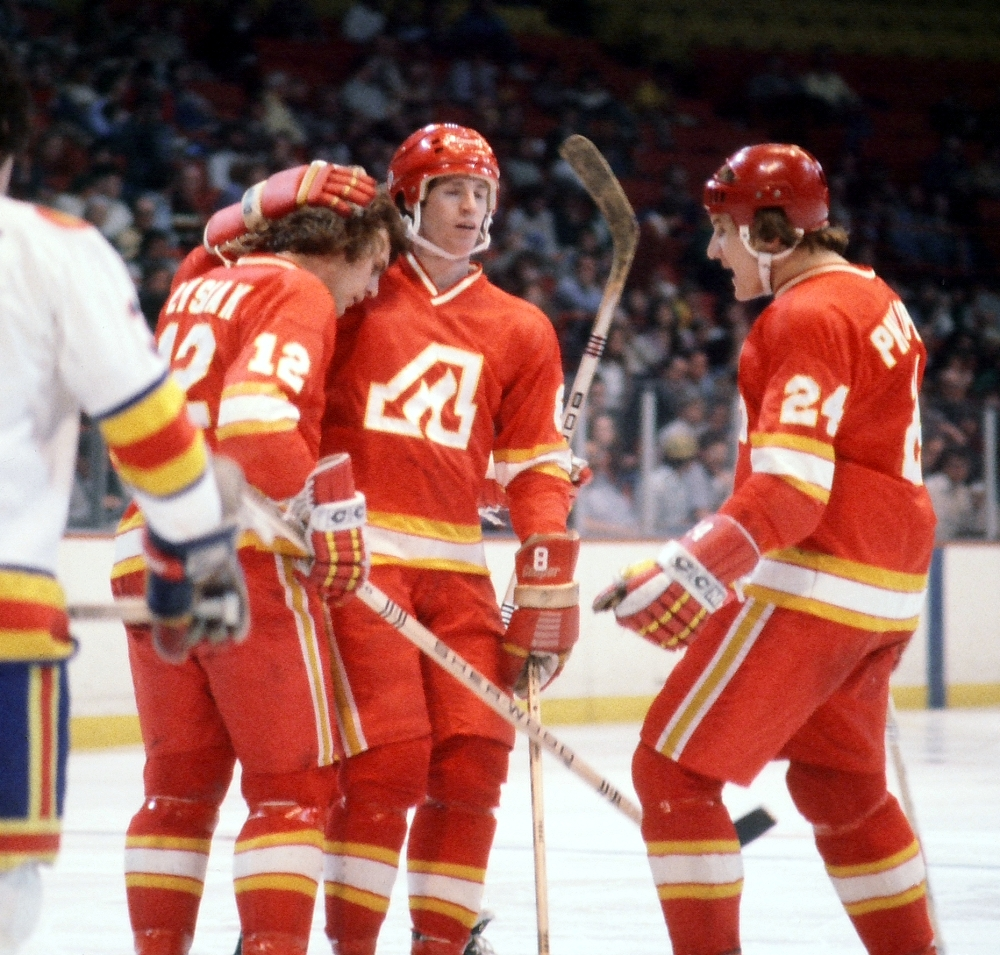
Beaudoin a porté ce gilet lorsqu'il a brièvement joué pour l'équipe des Flames d'Atlanta